# Searx
Searx (/sɜːrks/) 是一款自由的元搜索引擎，其以AGPLv3授權，目標是保護其使用者的隐私权。所以Searx不會蒐集結果並與搜尋引擎分享使用者的IP地址或搜尋歷史。搜尋引擎的追蹤cookies也被阻擋，避免產生過濾氣泡。預設情況下，Searx透過HTTP POST傳送查詢請求，藉此避免使用者查詢的字串出現在網頁伺服器上的紀錄檔中。Searx的靈感來自Seeks專案，但其並未實作Seeks的P2P使用者結果排名。
每個搜尋結果都是指向目標網頁的直接連結，而非如Google所使用的追蹤重新導向連結。此外，如果有的話，這些直接連結也會有「快取」與／或「代理」連結，這些連結讓使用者可以在不用實際進入結果頁面的情況下檢視網頁。「快取」連結指向archive.org中的存檔版本，而「代理」連結則是透過以Searx為基礎的網頁代理來檢視當下的頁面。除了一般的搜尋以外，這個搜尋引擎也有可以搜尋特定領域的分頁：檔案、圖片、信息技术、地圖、音樂、新聞、科學、社群媒體與影片等。
除了searx.me這個最廣為人知的站臺以外，Searx也有許多不同網址，由使用者自行維護的站臺，其中一些提供了透過Tor連線的服務。"Meta-searx"網站則每次搜尋都會從不同的隨機站臺中搜尋。Searx也提供了公開的API，同時也有Firefox的搜尋提供者外掛程式，還有Android應用程式。

## 搜尋引擎與其他設定
Searx可以從82種不同的引擎中擷取所有類別的結果。這包含了主要的搜尋引擎與特定站點的搜尋，如Bing、Google、Reddit、维基百科、Yahoo與Yandex。每個類別的搜尋引擎都可以透過「偏好設定」介面進行設定，而這些設定將會儲存在使用者瀏覽器的cookie中，不會儲存在伺服器端，且出於隱私的原因，Searx並未實作使用者登入模型。其他設定（如搜尋介面語言與搜尋結果語言等）也可以透過相同的方式設定。
除了偏好設定的cookie以外，也可以在搜尋關鍵字前加上特定字串來修改每次查詢要使用的引擎、搜尋分類與／或要搜尋的語言。
- !分類 — 搜尋指定的分類。
- ?分類 — 除了預設的分類以外，同時也搜尋指定的分類。
- !引擎 — 使用指定的引擎搜尋。
- ?引擎 — 除了預設的引擎以外，同時也使用指定的引擎搜尋。
- :語言 — 使用指定的語言搜尋。

!與?運算子可以多次指定來選取多個分類或引擎，例如!google !deviantart ?images :japanese cow。

## 站臺
任何使用者都可以維護自行建立的Searx站臺，這樣就可以擁有最大化的隱私、避免公開站臺壅塞、即使清除瀏覽器cookie也可以保留自訂的設定、可以審核執行的程式碼等等。使用者可以把他們建立的站臺新增到所有公開站臺的可編輯清單上，或是讓其保持隱祕。還可以將公開站臺上沒有的搜尋引擎新增到自行架設的站臺上。
還有另一個使用不同Searx站臺與／或自行維護站臺的理由是，自2019年起，Google已經開始封鎖某些站臺，包含某些searx.me所使用的IP，此時從這些站臺搜尋會出現「Google（意外當機：需要CAPTCHA）」錯誤。作為回應，某些站臺已修改為默默跳過使用Google搜尋，即便它是唯一一個指定的引擎也一樣。

## 外部連結
- 官方網站
- 公開的Searx站臺（页面存档备份，存于）